# Greencastle (Misuri)
Greencastle es una ciudad ubicada en el condado de Sullivan en el estado estadounidense de Misuri. En el Censo de 2010 tenía una población de 275 habitantes y una densidad poblacional de 235,95 personas por km².

## Geografía
Greencastle se encuentra ubicada en las coordenadas 40°15′31″N 92°52′33″O / 40.25861, -92.87583. Según la Oficina del Censo de los Estados Unidos, Greencastle tiene una superficie total de 1.17 km², de la cual 1.16 km² corresponden a tierra firme y (0.67%) 0.01 km² es agua.

## Demografía
Según el censo de 2010, había 275 personas residiendo en Greencastle. La densidad de población era de 235,95 hab./km². De los 275 habitantes, Greencastle estaba compuesto por el 99.64% blancos, el 0% eran afroamericanos, el 0% eran amerindios, el 0% eran asiáticos, el 0% eran isleños del Pacífico, el 0% eran de otras razas y el 0.36% pertenecían a dos o más razas. Del total de la población el 1.45% eran hispanos o latinos de cualquier raza.